# Campeonato Mundial de Clubes de Voleibol Feminino de 2010
O Campeonato Mundial de Clubes de Voleibol Feminino de 2010 foi a quarta edição do evento, que não era disputado desde 1994. Foi realizado em Doha, Qatar entre 15 a 21 de dezembro com seis times.
O título foi conquistado de forma inédita pelo Fenerbahçe, da Turquia, após a vitória na final sobre o Osasco VC, do Brasil, por 3 sets a 0.

## Qualificação
| Time          | Qualificado como                              |
| ------------- | --------------------------------------------- |
| Kenya Prisons | Campeão da África                             |
| Federbrau     | Campeão da Ásia                               |
| Mirador VC    | Campeão da América do Norte, Central e Caribe |
| Sollys/Osasco | Campeão da América do Sul                     |
| Bergamo       | Campeão da Europa                             |
| Fenerbahçe    | Convite                                       |

## Composição dos grupos
| Grupo A                            | Grupo B                          |
| ---------------------------------- | -------------------------------- |
| Sollys/Osasco Fenerbahçe Federbrau | Mirador VC Kenya Prisons Bergamo |

## Primeira fase

### Grupo A
|     |               |     | Jogos | Jogos | Jogos | Pontos | Pontos | Pontos | Sets | Sets | Sets  |
| Pos | Equipe        | Pts | T     | V     | D     | V      | P      | R      | V    | P    | R     |
| --- | ------------- | --- | ----- | ----- | ----- | ------ | ------ | ------ | ---- | ---- | ----- |
| 1   | Fenerbahçe    | 4   | 2     | 2     | 0     | 150    | 117    | 1.282  | 6    | 0    | MAX   |
| 2   | Sollys/Osasco | 3   | 2     | 1     | 1     | 137    | 142    | 0.965  | 3    | 3    | 1,000 |
| 3   | Federbrau     | 2   | 2     | 0     | 2     | 128    | 156    | 0.821  | 0    | 6    | 0,000 |

| Data   | Equipe #1  | Placar | Equipe #2     | 1º Set | 2º Set | 3º Set | 4º Set | 5º Set | Total | Cidade | Público |
| ------ | ---------- | ------ | ------------- | ------ | ------ | ------ | ------ | ------ | ----- | ------ | ------- |
| 15 Dez | Federbrau  | 0–3    | Sollys/Osasco | 15–25  | 24–26  | 28–30  |        |        | 67–81 | Doha   | 550     |
| 16 Dez | Fenerbahçe | 3–0    | Sollys/Osasco | 25–17  | 25–23  | 25–16  |        |        | 75–56 | Doha   | 1.230   |
| 19 Dez | Fenerbahçe | 3–0    | Federbrau     | 25–20  | 25–18  | 25–23  |        |        | 75–61 | Doha   | 500     |

### Grupo B
|     |               |     | Jogos | Jogos | Jogos | Pontos | Pontos | Pontos | Sets | Sets | Sets  |
| Pos | Equipe        | Pts | T     | V     | D     | V      | P      | R      | V    | P    | R     |
| --- | ------------- | --- | ----- | ----- | ----- | ------ | ------ | ------ | ---- | ---- | ----- |
| 1   | Bergamo       | 4   | 2     | 2     | 0     | 152    | 103    | 1.476  | 6    | 0    | MAX   |
| 2   | Mirador VC    | 3   | 2     | 1     | 1     | 134    | 125    | 1.072  | 3    | 3    | 1,000 |
| 3   | Kenya Prisons | 2   | 2     | 0     | 2     | 92     | 150    | 0.613  | 0    | 6    | 0,000 |

| Data   | Equipe #1     | Placar | Equipe #2     | 1º Set | 2º Set | 3º Set | 4º Set | 5º Set | Total | Cidade | Público |
| ------ | ------------- | ------ | ------------- | ------ | ------ | ------ | ------ | ------ | ----- | ------ | ------- |
| 15 Dez | Kenya Prisons | 0–3    | Mirador VC    | 20–25  | 11–25  | 17–25  |        |        | 48–75 | Doha   | 1.600   |
| 16 Dez | Bergamo       | 3–0    | Mirador VC    | 27–25  | 25–12  | 25–22  |        |        | 77–59 | Doha   | 200     |
| 17 Dez | Bergamo       | 3–0    | Kenya Prisons | 25–15  | 25–13  | 25–16  |        |        | 75–44 | Doha   | 1.350   |

## Fase final
|  | Semifinais            | Semifinais            |   |                       | Final                 | Final |  |
|  |                       |                       |   |                       |                       |       |  |
|  | 20 de dezembro – Doha |                       |   |                       |                       |       |  |
|  | Fenerbahçe            | 3                     |   |                       |                       |       |  |
|  | Mirador VC            | 0                     |   |                       |                       |       |  |
|  |                       |                       |   |                       |                       |       |  |
|  |                       |                       |   |                       | 21 de dezembro – Doha |       |  |
|  |                       |                       |   |                       | Fenerbahçe            | 3     |  |
|  |                       | Sollys Osasco         | 0 |                       |                       |       |  |
|  |                       |                       |   |                       |                       |       |  |
|  |                       |                       |   |                       |                       |       |  |
|  |                       |                       |   |                       | Terceiro lugar        |       |  |
|  | 20 de dezembro – Doha | 20 de dezembro – Doha |   | 21 de dezembro – Doha | 21 de dezembro – Doha |       |  |
|  | Bergamo               | 0                     |   | Mirador VC            | 1                     |       |  |
|  | Sollys/Osasco         | 3                     |   |                       | Bergamo               | 3     |  |

### Semifinais
| Data   | Equipe #1  | Placar | Equipe #2     | 1º Set | 2º Set | 3º Set | 4º Set | 5º Set | Total | Cidade | Público |
| ------ | ---------- | ------ | ------------- | ------ | ------ | ------ | ------ | ------ | ----- | ------ | ------- |
| 20 Dez | Fenerbahçe | 3–0    | Mirador VC    | 25–21  | 25–18  | 25–18  |        |        | 75–57 | Doha   | 720     |
| 20 Dez | Bergamo    | 0–3    | Sollys/Osasco | 22–25  | 20–25  | 21–25  |        |        | 63–75 | Doha   | 1.045   |

### Terceiro lugar
| Data   | Equipe #1  | Placar | Equipe #2 | 1º Set | 2º Set | 3º Set | 4º Set | 5º Set | Total | Cidade | Público |
| ------ | ---------- | ------ | --------- | ------ | ------ | ------ | ------ | ------ | ----- | ------ | ------- |
| 21 Dez | Mirador VC | 1–3    | Bergamo   | 8–25   | 25–23  | 8–25   | 15–25  |        | 56–98 | Doha   | 792     |

### Final
| Data   | Equipe #1  | Placar | Equipe #2     | 1º Set | 2º Set | 3º Set | 4º Set | 5º Set | Total | Cidade | Público |
| ------ | ---------- | ------ | ------------- | ------ | ------ | ------ | ------ | ------ | ----- | ------ | ------- |
| 21 Dez | Fenerbahçe | 3–0    | Sollys/Osasco | 25–23  | 25–22  | 25–17  |        |        | 75–62 | Doha   | 792     |

## Classificação final
| Pos. | Time          |
| ---- | ------------- |
|      | Fenerbahçe    |
|      | Sollys/Osasco |
|      | Bergamo       |
| 4    | Mirador VC    |
| 5    | Federbrau     |
| 5    | Kenya Prisons |

## Prêmios individuais
| MVP (Most Valuable Player) | Katarzyna Skowrońska (Fenerbahçe)    |
| Melhor atacante            | Thaísa Menezes (Sollys/Osasco)       |
| Melhor bloqueadora         | Annerys Vargas (Mirador)             |
| Melhor sacadora            | Eda Erdem (Fenerbahçe)               |
| Melhor líbero              | Brenda Castillo (Mirador)            |
| Melhor levantadora         | Carolina Albuquerque (Sollys/Osasco) |
| Maior pontuadora           | Katarzyna Skowrońska (Fenerbahçe)    |